# Dinastia Giray
La dinastia Giray fou la nissaga que va governar el Kanat de Crimea del segle xiii el 1783 (la dinastia va agafar el nom de Giray a la meitat del segle xv).

## Residències
- El 1441 una moneda es va emetre a Beldet-i Kirim
- El 1443 es va emetre una moneda a Kirk-yir (Qırq Yer)
- Vers 1453 la capital és esmentada com Orda-i muazzam Kirk-yirde Saray, un lloc proper a Salaçıq i a la fortalesa de Qırq Yer
- Vers 1469 la capital es va traslladar al lloc de Baghcesaray o Bakhchisaray (Simferòpol). La ciutat de Bakhchisaray fou fundada el 1532 per Sahib I Giray i esdevingué capital permanent.

## Ancestres dels Giray
El seu ancestre fou Genguis Kan, el seu fill Jotxi i el fill d'aquest Togha Temur. Mongke Temur, kan de l'Horda d'Or (1267-1270) va concedir Crimea i Caffa en feu (mintukh) al seu fill Urang Temur. Els descendents de Togha Temur van participar en les guerra civils a l'Horda d'Or iniciades el 1359, aspirant a ser kans i finalment van aconseguir establir un kanat independent a Crimea, independent dels kans d'Ulugh Yurt de l'Horda d'Or.
Una moneda datada el 1393 o 1394 a nom del kan Tash Temur, ja no esmenta cap sobirania superior però el 1395 una altra moneda presenta per l'altra cara al kan Toktamish; a Toktamish la casa de Togha Temur li va donar suport contra Tamerlà i contra Edigü. Aquest darrer va dominar alguns períodes Crimea que va donar a kans fidels com Timur Kutluk Khan entre 1399 i 1407 i Pulad Khan el 1408.

## Llista de kans ancestres dels Giray
- Tash Temur Oglan (o Khan) 1393-1395 Khan independent, 1395-1399 depenent de Torktamish de l'Horda d'Or
- Timur Kutluk Khan 1399-1408
- Pulad Khan 1408-1419?
- Giyath al-Din (fill de Tash Temur) 1419-1427
- Devlet Berdi (germa) 1427-vers 1444
- Hacı I Giray (fill de Giyath al-Din) 1427-1466
- Nur Devlet 1466-1467
- Meñli I Giray 1467
- Nur Devlet 1467-1469
- Meñli I Giray 1469-1475
- Hayder 1475
- Nur Devlet 1475-1476
- A l'Horda d'Or 1476-1478
- Meñli I Giray 1478-1515

## Adopció del cognom Giray
La llista de kans es pot establir amb certa aproximació a partir del 1419 quan va morir Edigü. Giyath al-Din, fill de Tash Temur va recuperar el poder el 1419 i el seu germà Devlet Berdi ja regnava el 1427 quan va enviar una ambaixada al sultà mameluc Barsbay; després apareix el seu nebot Hadjdji I o Hacı I ibn Giyath al-Din. Segons la tradició Ghiyath al-Din fou criat pel seu atalik de la tribu dels kerey (giray), una de les quatre tribus (keshik) principals del kanat, instal·lada a l'est del riu Don i al nord del Caucas, i per això va donar al seu fill gran Hacı I el lakab de Giray (Kerey). No obstant els historiadors pensen que deriva de ker (gegant) i el sufix diminutiu ey (doncs "gegantet") que apareix en diverses fraccions de tribus mongoles i turcmenes.
Dels fills d'Hacı I Giray només un, Mengli o Meñli I, va portar el lakab de Giray, però posteriorment el van adoptar tots els prínceps fills i descendents de Mengli i també alguns begs de Shirin casats amb princeses de la família.

## Els kans Giray de Crimea sota sobirania otomana
El 1454 Hacı I Giray va fer aliança amb els otomans, política que fou seguida en endavant pels seus successors. El 1475 quan els genovesos van donar suport a un pretendent que va enderrocar al kan i el va empresonar, el beg de Shirin Eminek Mirza va demanar ajut a l'Imperi Otomà, que va ocupar immediatament les fortaleses genoveses de la costa de Crimea; Meñli I fou establert al tron i en una carta de juliol de 1475 va reconèixer la sobirania otomana; el 1576 va participar amb els otomans a una campanya a Moldàvia.
En endavant cada kan va tenir un kalghay o príncep hereu. La política fins aleshores fou una aliança amb Moscou en contra dels kans de l'Horda d'Or residents a Nova Sarai i contra els polonesolituans. El 1520 els Giray van reclamar els seus drets a la successió de l'Horda d'Or. A partir d'aquell moment l'hostilitat amb Moscou fou constant.
El 1521 Sahib Giray, de la casa de Giray, fou proclamat kan a Kazan (substituït el 1524 pels otomans per Safa Giray fins al 1532).
A partir de vers el 1524 es va iniciar el costum a Crimea d'enviar un ostatge a Istanbul, generalment un germà del kan. El 1532 Sahib Giray, antic kan de Kazan, fou nomenat kan de Crimea, va combatre els russos i després d'una llarga lluita va haver de cedir la conca del Volga i l'antiga capital de l'Horda d'Or, Ulugh Yurt (Takht-ili); el 1538 el kan va participar al costat dels otomans en la campanya a Moldàvia; per participar en aquestes campanyes el kan rebia un regal del sultà conegut com a cizme-baha (consistent en 40000 peces d'or per distribuir a les tropes).
El 1584 es va crear la figura del nuradin o segon hereu; el kalghay havia de ser germà del kan; quan el tron quedava vacant el kalghay passava a ser kan i el nuradin passava a ser kalghay. Intents aïllats per donar aquests càrrecs a fills van provocar disturbis o guerres civils. Si un khalgay era designat per l'aristocràcia tribal i no era acceptat per la Porta, també podia ocasionar conflictes; no obstant dels 40 kans que hi va haver, 24 van ser abans kalghay i 5 nuraldin i en general la Porta acceptava al khalgay en funcions o al designat pel càrrec.
El sultà otomà investia al kan, al que podia deposar o enviar a l'exili, i fins i tot empresonar o executar; pel nomenament d'un nou kan la Porta es posava d'acord amb el Beg de Shirin, el cap de l'aristocràcia tribal i militar tàrtara. Els kans Giray es considerava que tenien drets al tron otoma (per exemple a la revolució de 1687).

## Branca de Çoban Giraylar
Una branca dels Giray fou conegida com Çoban Giraylar, fou fundada pel kalghay Feth Giray al segle XVI; va fer presonera a la filla d'un senyor polonès, a la que va retornar contra el pagament de rescat; en el seu viatge de retorn va donar a llum a un fill de Feth Giray que aquest va refusar reconèixer i va voler matar. El nen fou amagat a Moldàvia i a la mort de Feth Giray assassinat el 1596, poc després de pujar al tron, fou portat a Crimea on va ser nomenat nuradin amb el nom de Devlet Giray, i la seva descendència anomenada Çoban Giraylar. Un membre de la branca va arribar a ser kan (Adil Giray, 1666-1671) però posteriorment la legitimat de la branca fou discutida i ja no van rebre cap més càrrec.

## Fi de la dinastia
L'article 3 del tractat de Kuchuk Kaynardja entre l'Imperi Otomà i l'Imperi Rus signat el 17 de juliol de 1774, estipulava que els dos estats reconeixien la independència de la casa de Giray a Crimea, però el 21 de juliol de 1783 el kanat fou ocupat i annexionat per Rússia.

## Khans Giray de Budjak
El 1785 els otomans van planejar nomenar kans de la família Giray com a sobirans de les tribus tàrtares de Budjak i el projecte es va executar quan va esclatar la guerra amb Rússia el 1787, sent nomenats Şahbaz Giray (1787-1789) i Baht Giray (1789-1792) que van combatre al costat dels otomans contra Rússia al front dels tàrtars de Budjak. El tractat de Jassy de 1792 va acabar amb la qüestió quan l'Imperi Otomà va reconèixer l'annexió de Crimea per Rússia.

## Guerres dels Giray[1]
- 1439 Guerra contra els genovesos de Crimea
- 1449-1450 Guerra contra la Gran Horda
- 1456 Expedicions a Polònia i Moscou
- 1465-1466 Guerra contra la Gran Horda
- 1466-1467 Guerra de successió
- 1472 Guerra amb el Gran Ducat de Moscou
- 1474 Guerra civil
- 1475 Guerra tàrtar otomana contra els genovesos de Crimea
- 1480 Guerra amb Lituània
- 1482 Guerra amb Lituània
- 1484 Campanya amb els otomans per la conquesta d'Akkerman (Mauro Castro)
- 1485 Guerra contra la Gran Horda
- 1489 (vers) Expedicions a territoris cristians veïns
- 1490-1492 Guerra contra la Gran Horda
- 1497-1500 Guerra contra Polònia-Lituània per la invasió polonesa de Moldàvia
- 1499-1503 Guerra contra la Gran Horda
- 1499-1502 Guerra contra l'Horda d'Or, saqueig de Saray
- 1502-1503 Guerra contra la Gran Horda que queda sotmesa el 1503
- 1506 Guerra amb Moscou; guerra amb Polònia-Lituània
- 1512-1513 Guerra amb Polònia-Lituània
- 1514-1524 Expedicions principalment a Moscou (1516 i 1522) i contra Polònia-Lituània, Moscou, Kazan i Astracan
- 1526-1532 Invasió de Polònia-Lituània conjunta amb els otomans
- 1535 Campanya d'Hongria al costat dels otomans
- 1537 Guerra amb Rússia
- 1540-1542 Guerra amb Rússia
- 1550-1553 Guerra amb Rússia
- 1551 Guerra al Caucas contra els circassians, a petició dels otomans
- 1552 Campanyes a Moldàvia i el país dels Circassians en favor dels otomans
- 1555-1556 Guerra amb Rússia
- 1558-1561 Guerra amb Rússia
- 1563-1566 Guerra amb Rússia
- 1567 Guerra amb Polònia-Lituània
- 1568-1576 Guerra amb Rússia
- 1571 Expedició a Rússia cap a Tula
- 1559 Saqueig de Moscou
- 1577 Guerra amb els Nogai
- 1584 Participació en la campanya otomana a Pèrsia
- 1584 Expedició otomana contra el refús a participar en la guerra a Pèrsia
- 1584 Islam Giray enderroca a Saadet II Giray
- 1586-1587 Expedició a Moldàvia contra els Nogai
- 1589 Guerra contra Rússia
- 1592-1606 Expedició a Polònia-Lituània
- 1594-1595 Participació en la guerra entre l'Imperi Otomà i Àustria
- 1595 Campanya a Hongria i Valàquia al servei dels otomans
- 1602 Campanya a Hongria al servei dels otomans
- 1592-1593 Campanya a Hongria al servei dels otomans
- 1593 Guerra contra Rússia
- 1593 Campanya polonesa contra Crimea
- 1595-1600 Campanya polonesa a Moldàvia i Valàquia, intervenció de Crimea
- 1598 Guerra contra Rússia
- 1603-1612 Participació en la guerra entre l'Imperi Otomà i Pèrsia
- 1607-1611 Expedicions contra Rússia
- 1608 Guerra civil
- 1612-1615 Participació en la guerra entre l'Imperi Otomà i Polònia
- 1615 Expedicions contra Rússia
- 1617 Participació en la guerra entre l'Imperi Otomà i Pèrsia de 1615-1618
- 1618-1621 Participació en la guerra entre l'Imperi Otomà i Polònia
- 1620 Campanya de Moldàvia
- 1621 Els cosacs ataquen Azov
- 1622-1623 Expedicions a Rússia
- 1623-1631 Participació en la guerra entre l'Imperi Otomà i Pèrsia
- 1624 Atac otomà rebutjat
- 1624 Expedició a Polònia
- 1625-1627 Participació en la guerra entre l'Imperi Otomà i Polònia. Atacs a Jedisan i Bessaràbia (otomanes)
- 1628 Conflicte per la deposició del kan i nomenament del successor
- 1628 Expedició a Rússia
- 1631-1635 Guerra contra Rússia
- 1632-1633 Participació en la guerra entre l'Imperi Otomà i Polònia
- 1635-1637 Guerra contra els Nogai
- 1636 Atac de Crimea a la guarnició otomana de Kaffa
- 1637 Guerra contra Rússia
- 1640 Expedició a Polònia-Lituània
- 1640 Expedició a Rússia
- 1641 Participació en l'atac otomà a Azov (en poder dels cosacs des de 1639) conquerida el 1642
- 1642-1644 Guerra contra Rússia
- 1644-1645 Guerra contra els circassians
- 1644 Expedició a Polònia-Lituània
- 1646 Expedició a Rússia
- 1648 Guerra contra els calmucs
- 1648-1654 Participació en la revolta cosaca contra Polònia-Lituània
- 1654 Participació en la guerra entre Polònia i Rússia al costat dels polonesos.
- 1655-1664 Guerra contra Rússia
- 1657-1664 Invasió dels calmucs
- 1661-1663 Campanya de Valàquia, Transsilvània i Moràvia al servei dels otomans
- 1663-1664 Participació en la guerra entre l'Imperi Otomà i Àustria
- 1667-1671 Expedicions a Polònia-Lituània
- 1671-1676 Participació en la guerra entre l'Imperi Otomà i Polònia
- 1676-1683 Participació en la guerra entre l'Imperi Otomà i Rússia
- 1683-1699 Participació en la guerra entre l'Imperi Otomà i Àustria
- 1685 Guerra contra Polònia-Lituània
- 1687-1689 Guerra contra Rússia
- 1695-1700 Participació en la guerra entre l'Imperi Otomà i Rússia. Campanya contra els Nogai.
- 1702 Conflicte per la deposició del kan, amb oposició dels tàtars i nogais.
- 1710-1711 Participació en la guerra entre l'Imperi Otomà i Rússia
- 1716-1718 Participació en la guerra entre l'Imperi Otomà i Àustria
- 1722-1724 Participació en la guerra entre l'Imperi Otomà i Pèrsia
- 1727 Rebel·lió dels tàtars Nogai de Bessaràbia
- 1729-1736 Participació en la guerra entre l'Imperi Otomà i Pèrsia
- 1732-1734 Expedicions a Rússia
- 1735-1739 Participació en la guerra entre l'Imperi Otomà i Rússia. Expedicions a Rússia
- 1737-1739 Participació en la guerra entre l'Imperi Otomà i Àustria
- 1768-1774 Participació en la guerra entre l'Imperi Otomà i Rússia
- 1781-1782 Conquesta russa de Crimea
- 1787-1791 Guerra entre l'Imperi Otomà i Rússia. Els tàtars revoltats es posen al costat dels otomans